# Meromacrus pachypus
Meromacrus pachypus är en tvåvingeart som först beskrevs av Christian Rudolph Wilhelm Wiedemann 1830.  Meromacrus pachypus ingår i släktet Meromacrus och familjen blomflugor. Inga underarter finns listade i Catalogue of Life.